# Тофля
Тофля (рум. Toflea) — село у повіті Галац в Румунії. Входить до складу комуни Брехешешть.
Село розташоване на відстані 205 км на північний схід від Бухареста, 89 км на північний захід від Галаца, 123 км на південь від Ясс, 140 км на схід від Брашова.

## Населення
За даними перепису населення 2002 року у селі проживали 5470 осіб.
Національний склад населення села:
| Національність | Кількість осіб | Відсоток |
| -------------- | -------------- | -------- |
| цигани         | 3865           | 70,7%    |
| румуни         | 1604           | 29,3%    |

Рідною мовою назвали:
| Мова      | Кількість осіб | Відсоток |
| --------- | -------------- | -------- |
| румунська | 3352           | 61,3%    |
| циганська | 2118           | 38,7%    |